# 護国寺 (那覇市)
護国寺（ごこくじ）は、沖縄県那覇市にある高野山真言宗の寺院。山号は波上山、院号は三光院。本尊は聖観世音菩薩。琉球の真言宗総本山であり、現存する沖縄の寺院では、最も古い寺院である。創建以来、波上宮の神宮寺で、琉球国王の勅願寺でもあった。

## 沿革
中山王察度の時代、貞治7年（1368年）に波上宮の神宮寺（別当寺）として創建された。開山は薩摩より来琉した頼重法印と伝えられるが、日秀とする説もある。
琉球王国では、古くから鎮護国家、五穀豊穣を祈願する王家の勅願寺とされ、武寧から尚泰王までの歴代国王が即位する際には、数百人の家臣を引き連れて参詣し、本堂にて「君臣の縁結びの盃」が取り交わされた。
1945年の沖縄戦では、艦砲射撃により破壊され、戦前の建物や仏像、資料等のすべてを焼失した。沖縄戦で壊滅的な損害を被った円覚寺や崇元寺などの寺院は廃寺となったが、護国寺は1947年に沖縄刑務所官舎跡にバラック造りで再建され、1952年には元の場所に復興した。

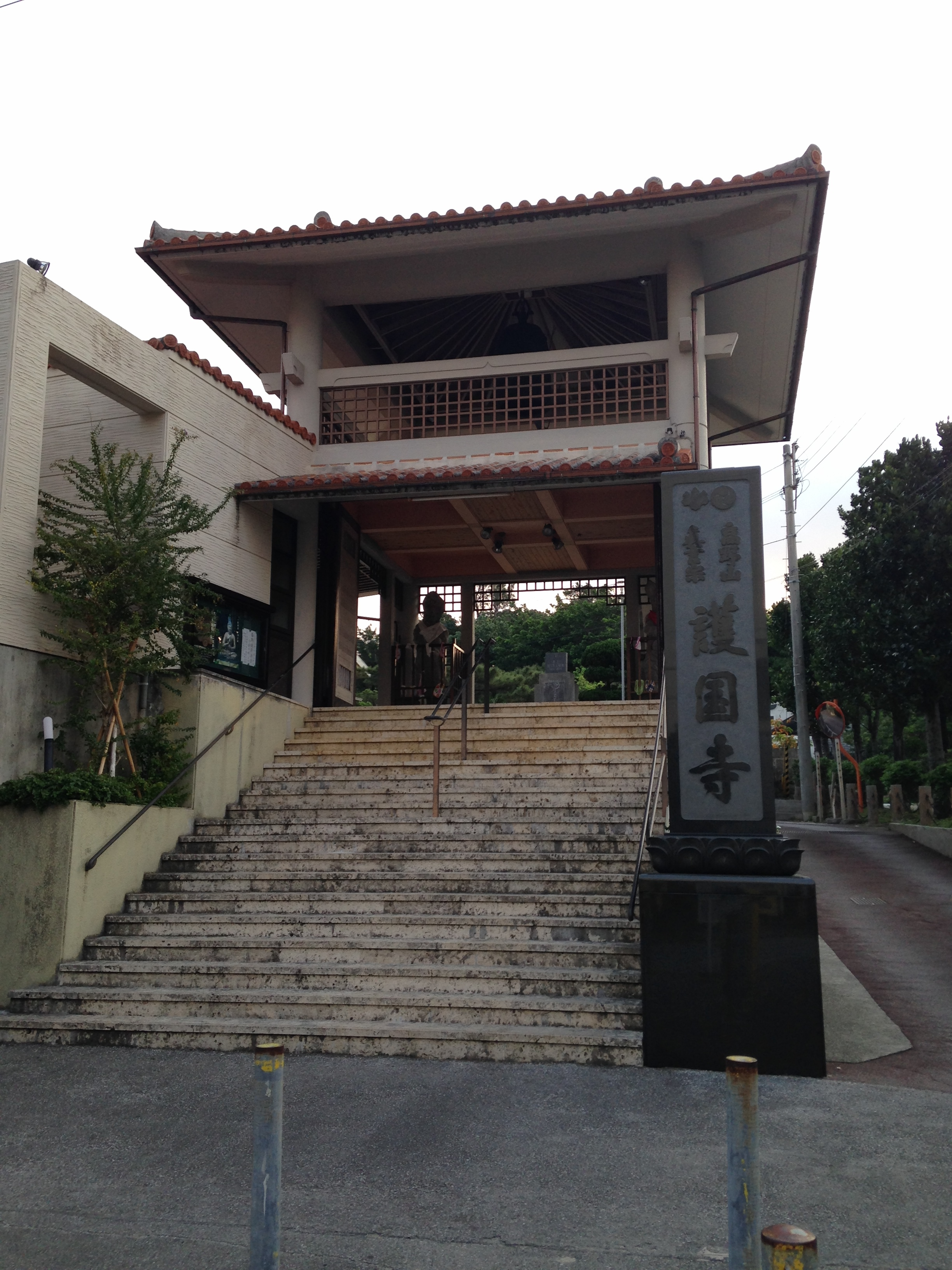
山門
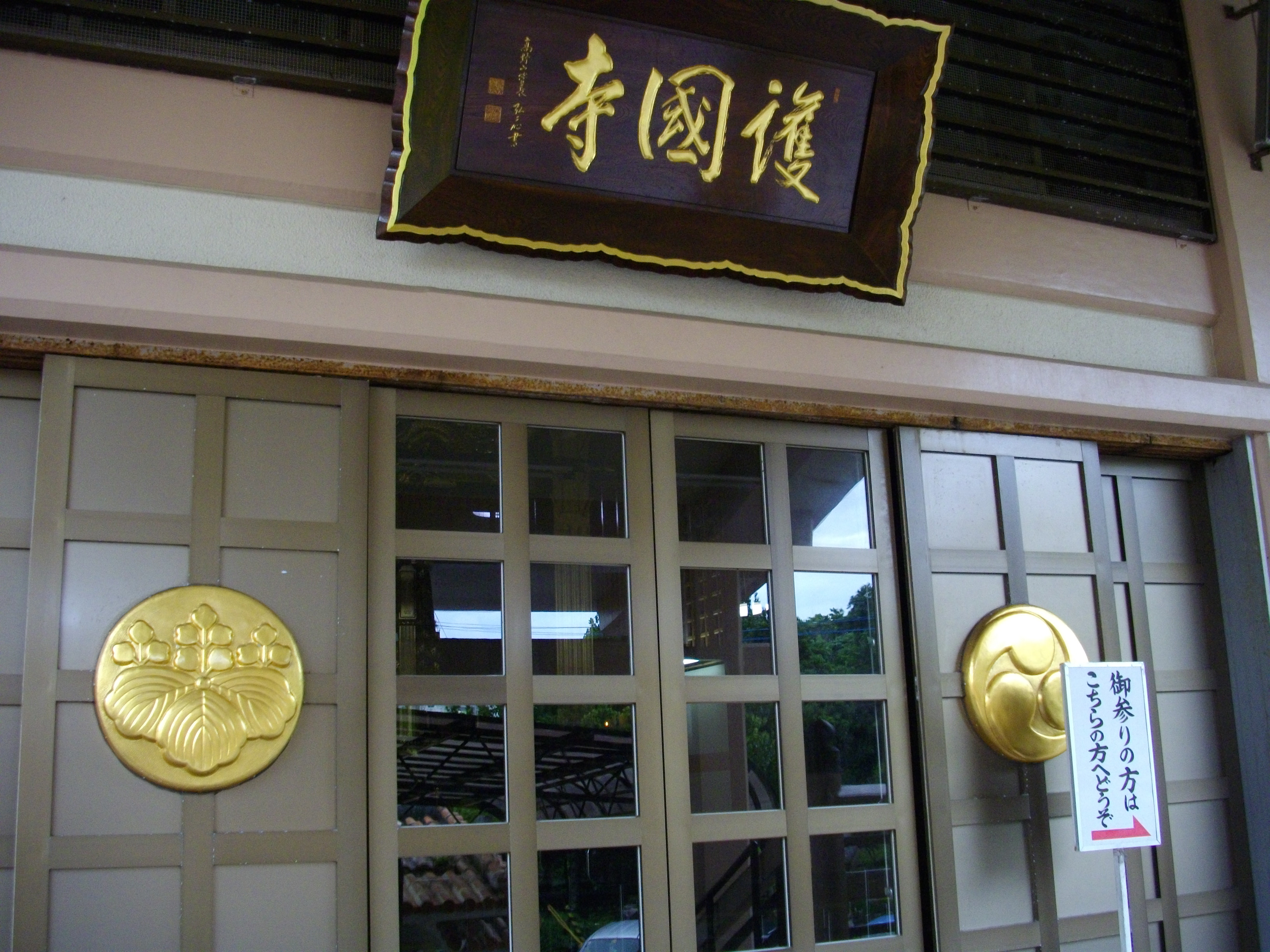
本堂入口
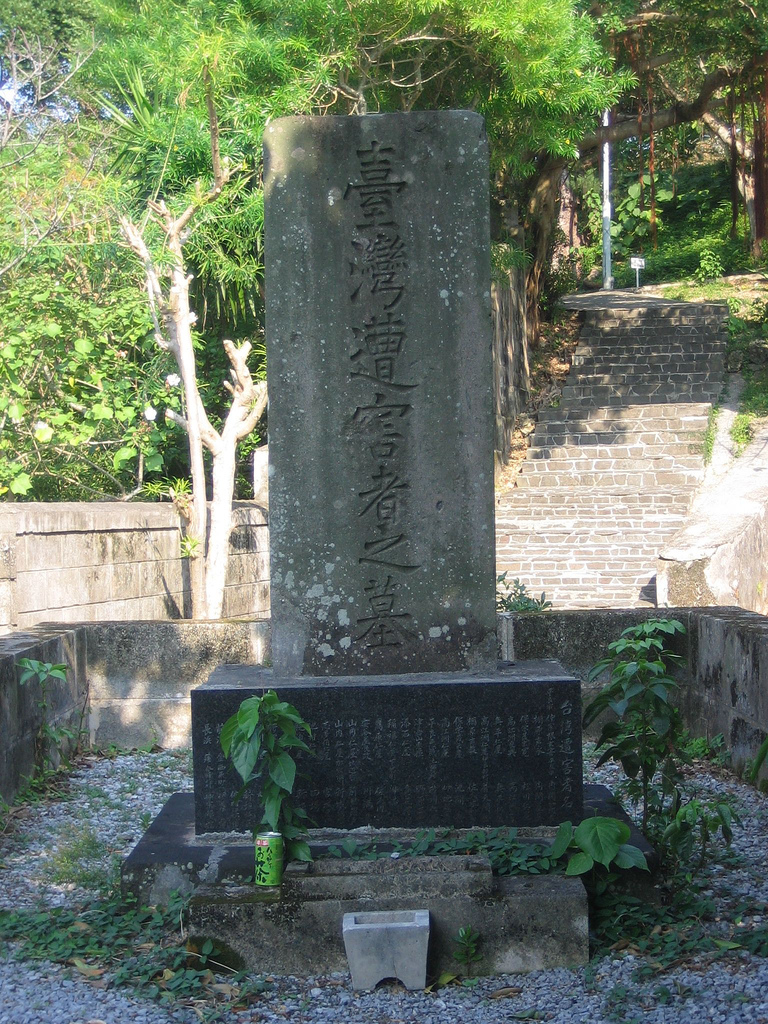
台湾遭難者の墓

## ベッテルハイム博士居住之趾

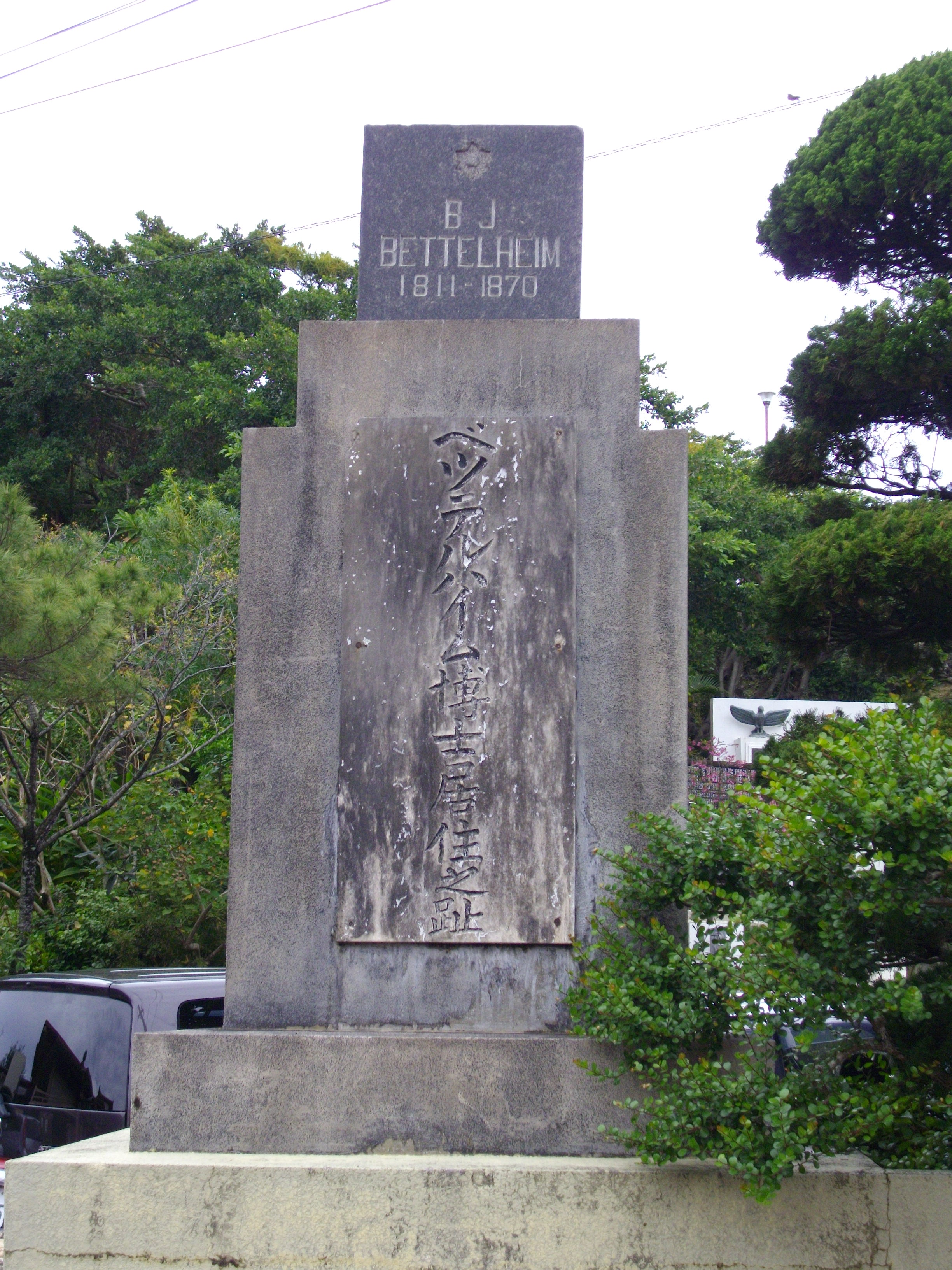
ベッテルハイム博士顕彰碑

ベッテルハイムは、ハンガリー生まれのイギリス人宣教師で、琉球王国時代を描いた小説『テンペスト』（池上永一著）にも登場する。1846年にキリスト教布教のため琉球王国に到着したが、キリスト教は禁教であることから、王府の厳しい監視下に置かれ、8年間身柄を当寺に軟禁された。
医師でもあったベッテルハイムは、治療の名目でひそかに布教活動を行い、住民からは「ナンミンヌガンチョー（波之上の眼鏡）」と呼ばれていた。境内には「ベッテルハイム博士」と同氏から牛痘接種法を学んだ「仲地紀仁」の顕彰碑が建っている。